# Hydrovatus cuspidatus
Hydrovatus cuspidatus är en skalbaggsart som först beskrevs av Kunze 1818.  Hydrovatus cuspidatus ingår i släktet Hydrovatus och familjen dykare. Arten är reproducerande i Sverige. Inga underarter finns listade i Catalogue of Life.